# Miriam Waddington
Pour les articles homonymes, voir Waddington.
Miriam Waddington, née à Winnipeg le 23 décembre 1917 et décédée à Vancouver le 3 mars 2004, est une poète, écrivaine et essayiste canadienne.

## Biographie
Miriam Waddington, née Dworkin, est née à Winnipeg, au Manitoba, le 23 décembre 1917, de parents émigrés russes et juifs. Ses parents l'envoient dans une école juive, où elle approfondit ses connaissances du yiddish,. 
Dans les années 1930, elle s'installe à Ottawa avec sa famille, où elle rencontre son futur époux et la poète Ida Maze, qui l'aide à lire et écrire de la poésie,. Ses parents l'envoient ensuite étudier à l'Université de Toronto où elle obtient un baccalauréat en arts en 1939, puis une maîtrise en arts en 1968. Elle possède également une maîtrise en service social de l'Université de Pennsylvanie. En 1939, elle épouse Patrick Waddington. Ils ont deux fils : Marcus, né en 1946, ainsi que Jonathan, né en 1951. Elle et son mari divorcent en 1960.  
En 1945, elle s'installe à Montréal, où elle pratique ses emplois de travailleuse sociale et de professeure de service social jusqu'en 1960. Deux ans après son divorce, en 1962, elle retourne à Toronto afin de poursuivre sa carrière de professeure. Elle prend finalement sa retraite en 1983, après avoir enseigné l'anglais près de vingt ans à l'Université de York.
Sa carrière de travailleuse sociale imprègne son écriture, notamment dans son recueil The Season's Lovers, qui aborde également le thème de l'amour. L'écriture passe après son emploi et sa famille. Elle a donc peu écrit, jusqu'à ce qu'elle s'implique davantage dans la communauté littéraire montréalaise dans les années 1940. Ses œuvres sont grandement influencées par sa culture juive et socialiste, ainsi que par sa nature féministe. De plus, ses écrits sont marqués par l'utilisation du yiddish, appris durant son enfance, qui lui donne une plume crue et directe. Ses travaux sont publiés dans plus de 200 anthologies et traduits dans plusieurs langues. 
En 1992, elle déménage à Vancouver afin de se rapprocher de son fils Jonathan et de sa famille. Elle décède le 3 décembre 2004 à l'âge de 86 ans. Ses nombreux recueils de poésie font l'objet d'une édition critique en deux volumes éditée par Ruth Panofsky.

## Œuvres

### Poésie
- Green World, Montréal, First Statement, 1945, 40 p.
  - L'Univers verdoyant, Montréal, Éditions de la Guilde graphique, 1977.
- The second silence, Toronto, Ryerson Press, 1955, 57 p.
- The season's lovers, Toronto, Ryerson Press, 1958, 56 p.
- The Glass trumpet, Toronto, Oxford University Press, 1966, 96 p.
- Little allegories of Canada : Montreal, all french speaking here, Santa Barbara, Unicorn Press, 1967.
- About how hard it is to find new words in an outworn world when you are not a magician, Santa Barbara, Unicorn Press, 1968, 4 p.
- Flying with Milton, Santa Barbara, Unicorn Press, 1969.
- Say yes, Oxford University Press, 1969, 90 p.
- Driving home, Oxford University Press, 1972, 176 p.  (ISBN 0195402006 et 9780195402001).
- Dream telescope, London, Anvil Press Poetry, 1972, 24 p.  (ISBN 0900977507 et 9780900977503).
- The price of gold, Toronto, Oxford University Press, 1976, 112 p.  (ISBN 0195402650 et 9780195402650).
- Mister never, Winnipeg, Turnstone Press, 1978, 35 p.
- The visitants, Toronto, Oxford University Press, 1981, 80 p.  (ISBN 0195403800 et 9780195403800).
- Collected poems, Toronto, Oxford University Press, 1986, 422 p.  (ISBN 0195405358 et 9780195405354).
- The last landscape, Toronto, Oxford University Press, 1992, 90 p.  (ISBN 0195409043 et 9780195409048).
  - En guise d'amants, traduit par Christine Klein-Lataud, Montréal, Éditions du Noroît, 1994, 122 p.  (ISBN 2-89018-305-X).
- Canada : romancing the land, Toronto, Key Porter Books, 1996, 62 p.  (ISBN 1550137565 et 9781550137569).
- The collected poems of Miriam Warrington, Ottawa, University of Ottawa Press, 2014, 2 vol., 1112 p.  (ISBN 9780776621456 et 0776621459).

### Nouvelles
- Canadian Jewish short stories, Toronto, Oxford University Press, 1990, 205 p.  (ISBN 0195408136).

### Roman
- Summer at Lonely Beach and other stories, Ontario, Mosaic Press, 1982, 86 p.  (ISBN 0889621578 et 9780889621572).

### Essais
- A.M Klein, Toronto, Copp Clark Pub, 1970, 145 p.  (ISBN 0773030093 et 9780773030091).
- Folklore in the poetry of A.M. Klein, St. John's, Memorial University, 1981, 15 p.
- Apartment seven, Toronto, Oxford University Press, 1989, 214 p.  (ISBN 0195407091 et 9780195407099).

### Collaborations
- Essays, controversies and poems, avec John Sutherland, Toronto, McClelland and Stewart, 1972, 206 p.
- Finding herself, avec Sarah Jackson, Canada, Limited Folio Editions, 1981, 13 p.
- Advice to the young, avec Elizabeth McKee, Pasadena, McKee, 2004, 28 p.

## Prix et honneurs
- 1963 : lauréate du Borestone Mountain Award[4]
- 1966 : lauréate du Borestone Mountain Award[4]
- 1972 : lauréate du J.I. Segal Prize pour Driving Home[5]
- 1974 : lauréate du Borestone Mountain Award[4]
- 1975 : récipiendaire du doctorat honorifique de l'Université Lakehead[6]
- 1985 : récipiendaire du doctorat honorifique de l'Université de York[6]
- 1986 : lauréate du J.I. Segal Prize pour Collected Poems[5]
- 1991 : lauréate du Canadian Book Award pour Apartment seven : essays selected and new[7]